# Coup de foudre sur un air de Noël
Pour plus de détails, voir Fiche technique et Distribution.
Coup de foudre sur un air de Noël est un téléfilm français appartenant au genre de la Comédie romantique, réalisé par Alexandre Laurent et faisant partie de la collection  Coup de foudre à .... Il a été diffusé pour la première fois, en Belgique, le 13 décembre 2018 sur La Une et, en France, le 17 décembre 2018 sur TF1.

## Synopsis
Une jeune assistante de production part en Autriche à la recherche d’un pianiste disparu, afin de sauver un concert de Noël.

## Fiche technique
- Titre original : Coup de foudre sur un air de Noël
- Réalisation : Alexandre Laurent[1]
- Scénario : Morgan Spillemaecker, Mathieu Le Picard et Clélia Constantine
- Décors : Emmanuelle Cuillery
- Photographie : Christophe Graillot
- Son : Thomas Lascar et Dominique Delguste
- Montage : Patrick Zouzout
- Production : Mehdi Sabbar, Benjamin Dupont-Jubien et Clara Laplace
- Sociétés de production : Big Band Story ; TF1 Productions (coproduction)
- Société de distribution : TF1 Diffusion
- Pays d'origine :  France
- Langues originales : français
- Format : couleur
- Genre : comédie romantique
- Durée : 90 minutes
- Date de diffusion :
  -  Belgique : 13 décembre 2018 sur La Une
  -  France : 17 décembre 2018 sur TF1
  -  Allemagne : décembre 2022 sur ARD[2]

## Distribution
- Barbara Cabrita : Mélodie Vasseur
- Lannick Gautry : Michaël Grimaud
- Brigitte Fossey : Monique (la belle-mère de Mélodie)
- Didier Flamand : Christian (le beau-père de Mélodie)
- Cyrielle Gyr Debreuil : Stéphanie Louvier (la patronne de Mélodie)
- Ilys Barillot : Emma (la fille de Mélodie)
- Achille Marques da Costa : Lucien (le fils de Mélodie)
- Marek Vašut : Ernest (le voisin de Michaël)
- Marie Fajtova : Hélène Korski
- Milan Bahuk : Klaus (le patron du bar-restaurant)
- Michael Goldschmid : Nikolas (l'ami d'Emma)
- Jaromir Nosek : Josef (le pianiste blessé)
- Daniela Hirsh : La fille de Klaus

## Production

### Développement
Le téléfilm fait partie de la collection Coup de foudre à ..., il ne s'agit pas d'une suite des autres téléfilms de la collection diffusés antérieurement.

### Tournage
Ce téléfilm a été tourné en République Tchèque

## Accueil

### Accueil critique
Moustique se montre très critique sur le téléfilm. D'emblée, la journaliste Hélène Delforge critique le choix du lieu : « Si le principe de la collection est de nous emmener en voyage, on avait d'autres destinations à rêver que les Alpes, les villages typiques et le palais de Schönbrunn ». Quant au reste, elle estime que le téléfilm « ne ment pas sur la marchandise. Ce sera niais, sexiste, kitsch, cliché, régressif, irrésistible, sirupeux, migraineux comme un gobelet de Glühwein sur la place du marché ».

### Audience en France
| Date                                       | Nb de téléspectateurs | Part d'audience | Ref   |
| ------------------------------------------ | --------------------- | --------------- | ----- |
| Lundi 17 décembre 2018 de 21 h 0 à 23 h 15 | 4 857 000             | 19.5%           | [ 4 ] |